# (5447) Lallement
(5447) Lallement (1991 PO14) – planetoida z pasa głównego asteroid okrążająca Słońce w ciągu 5,12 lat w średniej odległości 2,97 j.a. Odkryta 6 sierpnia 1991 roku.